# Liste der Lieder von Blues Pills

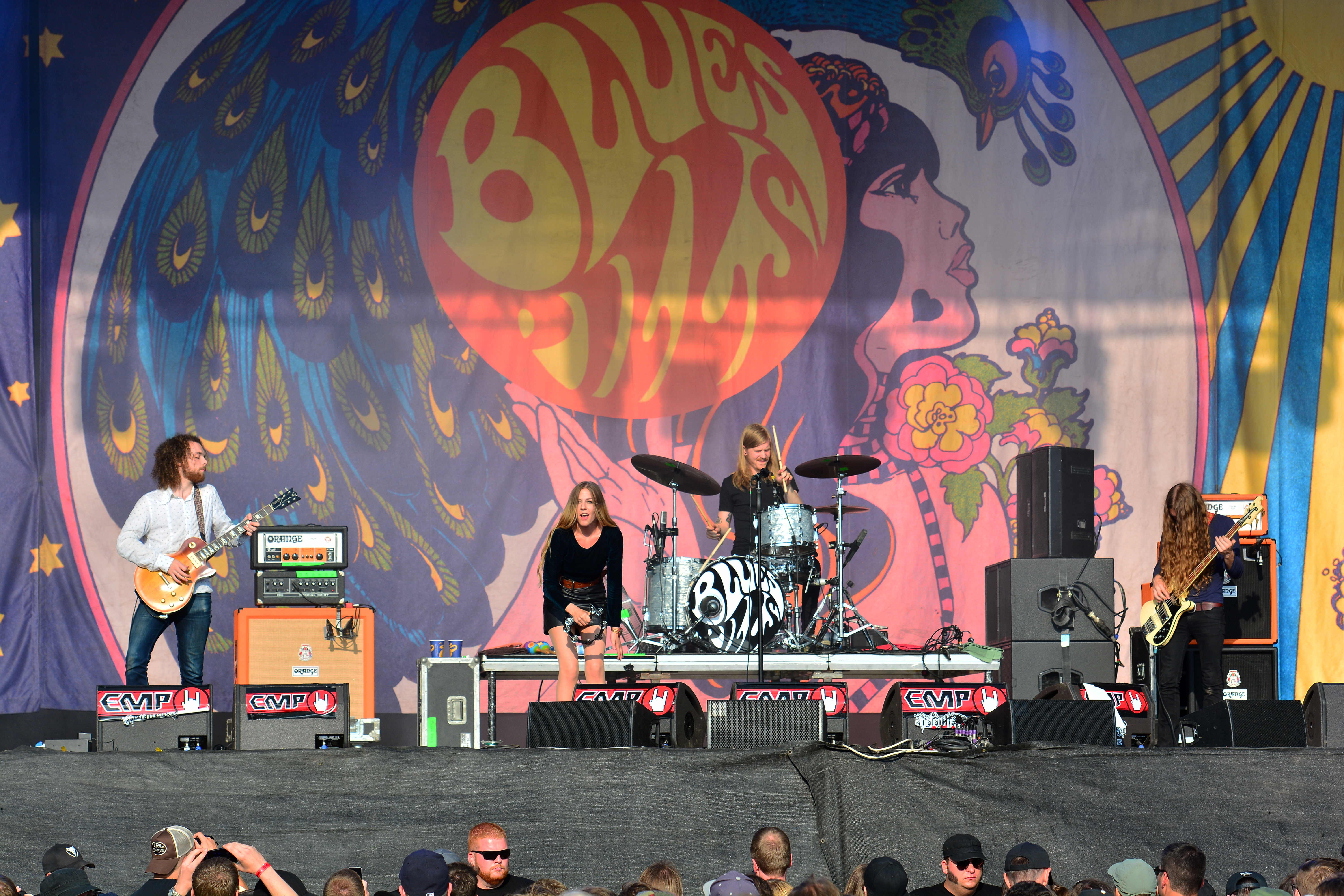
Blues Pills live 2015

Dies ist eine Liste der Lieder der schwedischen Bluesrock-Band Blues Pills. Die Liste ist alphabetisch sortiert und berücksichtigt die sechs Studioalben.

## Legende
- Titel: Nennt den Namen des Liedes. Coverversionen sind blau unterlegt Die Originalinterpreten werden darunter genannt.
- Autoren: Nennt die Autoren des Liedes.
- Album: Nennt das Album, auf dem das Lied erschien. Bei orange markierten Titeln handelt es sich um Bonustracks, die nicht auf allen Versionen des Albums vertreten sind.
- Jahr: Nennt das Veröffentlichungsjahr.

## Die Lieder

### A
| # | Titel             | Autoren     | Album       | Jahr |
| - | ----------------- | ----------- | ----------- | ---- |
| 1 | Ain’t No Change 1 | Blues Pills | Blues Pills | 2014 |
| 2 | Astralplane       | Blues Pills | Blues Pills | 2014 |

### B
| # | Titel         | Autoren                                           | Album        | Jahr |
| - | ------------- | ------------------------------------------------- | ------------ | ---- |
| 1 | Bad Choices   | Anderson, Häggstam, Kvarnström, Larsson, Schander | Birthday     | 2024 |
| 2 | Bad Talkers   | Blues Pills / Larsson, Anderson                   | Lady in Gold | 2016 |
| 3 | Birthday      | Anderson, Häggstam, Kvarnström, Larsson, Schander | Birthday     | 2024 |
| 4 | Black Smoke   | Blues Pills                                       | Blues Pills  | 2014 |
| 5 | Bliss 2       | Blues Pills                                       | Bliss        | 2012 |
| 6 | Burned Out    | Blues Pills / Larsson, Anderson                   | Lady in Gold | 2016 |
| 7 | Bye Bye Birdy | Kvarnström, Larsson, Anderson                     | Holy Moly!   | 2020 |

### C
| # | Titel      | Autoren                       | Album      | Jahr |
| - | ---------- | ----------------------------- | ---------- | ---- |
| 1 | California | Kvarnström, Larsson, Anderson | Holy Moly! | 2020 |

### D
| # | Titel             | Autoren                                 | Album       | Jahr |
| - | ----------------- | --------------------------------------- | ----------- | ---- |
| 1 | Devil Man         | Blues Pills                             | Blues Pills | 2014 |
| 2 | Dig In            | Blues Pills                             | Devil Man   | 2013 |
| 3 | Don’t You Love It | Anderson, Kvarnström, Larsson, Schander | Birthday    | 2024 |
| 4 | Dust              | Kvarnström, Larsson, Anderson           | Holy Moly!  | 2020 |

### E
| # | Titel                                | Autoren        | Album        | Jahr |
| - | ------------------------------------ | -------------- | ------------ | ---- |
| 1 | Elements and Things (Tony Joe White) | Tony Joe White | Lady in Gold | 2016 |

### G
| # | Titel                  | Autoren                         | Album        | Jahr |
| - | ---------------------- | ------------------------------- | ------------ | ---- |
| 1 | Gone So Long           | Blues Pills / Larsson, Anderson | Lady in Gold | 2016 |
| 2 | Gypsy (Chubby Checker) | Ernest Evans                    | Blues Pills  | 2014 |

### H
| # | Titel            | Autoren                                           | Album       | Jahr |
| - | ---------------- | ------------------------------------------------- | ----------- | ---- |
| 1 | High Class Woman | Blues Pills                                       | Blues Pills | 2014 |
| 2 | Holding Me Back  | Anderson, Häggstam, Kvarnström, Larsson, Schander | Birthday    | 2024 |

### I
| # | Titel                                      | Autoren                                           | Album              | Jahr |
| - | ------------------------------------------ | ------------------------------------------------- | ------------------ | ---- |
| 1 | I Don’t Wanna Get Back on That Horse Again | Anderson, Häggstam, Kvarnström, Larsson, Schander | Birthday           | 2024 |
| 2 | I Felt a Change                            | Elin Larsson                                      | Lady in Gold       | 2016 |
| 3 | In the Beginning                           | Blues Pills                                       | Live at Rockpalast | 2014 |

### J
| # | Titel     | Autoren     | Album       | Jahr |
| - | --------- | ----------- | ----------- | ---- |
| 1 | Jupiter 3 | Blues Pills | Blues Pills | 2014 |

### K
| # | Titel                | Autoren                       | Album      | Jahr |
| - | -------------------- | ----------------------------- | ---------- | ---- |
| 1 | Kiss My Past Goodbye | Kvarnström, Larsson, Anderson | Holy Moly! | 2020 |

### L
| # | Titel                  | Autoren                         | Album        | Jahr |
| - | ---------------------- | ------------------------------- | ------------ | ---- |
| 1 | Lady in Gold           | Blues Pills / Larsson, Anderson | Lady in Gold | 2016 |
| 2 | Little Boy Preacher    | Blues Pills / Larsson, Anderson | Lady in Gold | 2016 |
| 3 | Little Sun             | Blues Pills                     | Blues Pills  | 2014 |
| 4 | Longest Lasting Friend | Kvarnström, Larsson, Anderson   | Holy Moly!   | 2020 |
| 5 | Low Road               | Kvarnström, Larsson, Anderson   | Holy Moly!   | 2020 |

### M
| # | Titel       | Autoren     | Album              | Jahr |
| - | ----------- | ----------- | ------------------ | ---- |
| 1 | Mind Exit 4 | Blues Pills | Live at Rockpalast | 2014 |

### N
| # | Titel               | Autoren     | Album       | Jahr |
| - | ------------------- | ----------- | ----------- | ---- |
| 1 | No Hope Left for Me | Blues Pills | Blues Pills | 2014 |

### P
| # | Titel          | Autoren                                           | Album      | Jahr |
| - | -------------- | ------------------------------------------------- | ---------- | ---- |
| 1 | Piggyback Ride | Anderson, Häggstam, Kvarnström, Larsson, Schander | Birthday   | 2024 |
| 2 | Proud Woman    | Kvarnström, Larsson, Anderson                     | Holy Moly! | 2020 |

### R
| # | Titel               | Autoren                         | Album        | Jahr |
| - | ------------------- | ------------------------------- | ------------ | ---- |
| 1 | Rejection           | Blues Pills / Larsson, Anderson | Lady in Gold | 2016 |
| 2 | Rhythm in the Blood | Kvarnström, Larsson, Anderson   | Holy Moly!   | 2020 |
| 3 | River 5             | Blues Pills                     | Blues Pills  | 2014 |

### S
| # | Titel                     | Autoren                                           | Album      | Jahr |
| - | ------------------------- | ------------------------------------------------- | ---------- | ---- |
| 1 | Shadows                   | Anderson, Häggstam, Kvarnström, Larsson, Schander | Birthday   | 2024 |
| 2 | Somebody Better           | Anderson, Häggstam, Kvarnström, Larsson, Schander | Birthday   | 2024 |
| 3 | Song from a Mourning Dove | Kvarnström, Larsson, Anderson                     | Holy Moly! | 2020 |

### T
| # | Titel          | Autoren                                           | Album     | Jahr |
| - | -------------- | ------------------------------------------------- | --------- | ---- |
| 1 | Time Is Now    | Blues Pills                                       | Devil Man | 2013 |
| 2 | Top of the Sky | Anderson, Häggstam, Kvarnström, Larsson, Schander | Birthday  | 2024 |

### W
| # | Titel                          | Autoren                                           | Album        | Jahr |
| - | ------------------------------ | ------------------------------------------------- | ------------ | ---- |
| 1 | What Has This Life Done to You | Anderson, Häggstam, Kvarnström, Larsson, Schander | Birthday     | 2024 |
| 2 | Wish I’d Known                 | Kvarnström, Larsson, Anderson                     | Holy Moly!   | 2020 |
| 3 | Won’t Go Back                  | Blues Pills / Larsson, Anderson                   | Lady in Gold | 2016 |

### Y
| # | Titel         | Autoren                         | Album        | Jahr |
| - | ------------- | ------------------------------- | ------------ | ---- |
| 1 | You Gotta Try | Blues Pills / Larsson, Anderson | Lady in Gold | 2016 |